# Майданик, Кива Львович
Ки́ва Льво́вич Майда́ник (18 января 1929, Москва — 24 декабря 2006, там же) — советский, затем российский латиноамериканист и специалист по странам Пиренейского полуострова, историк и политолог, неортодоксальный марксист.
Отец известного музыкального критика Артемия Троицкого.

## Биография
Родился в семье адвокатов. Отец, Лев Абрамович Майданик (1902—1975), автор ряда научных трудов и монографий в различных областях юриспруденции. Первым среди советских адвокатов удостоен звания «Заслуженный юрист РСФСР». Мать — Адель Исааковна Барац (1902—2000).
В 1951 году К. Майданик окончил исторический факультет МГУ с красным дипломом, но в условиях начавшейся «борьбы с космополитизмом» не был рекомендован в аспирантуру, а направлен на работу в школу. Три года Майданик преподавал историю в школе в городе Николаев (Украинская ССР), последующие два — в Москве.
Одновременно с работой в школе поступил в заочную аспирантуру, откуда был отчислен как аспирант академика И. М. Майского, также попавшего под удар в ходе кампании по «борьбе с космополитизмом». После окончания этой кампании был восстановлен в аспирантуре, защитил кандидатскую диссертацию по теме «Борьба Коммунистической партии Испании за единство рабочего движения в первый период национально-революционной войны (1936—1937)».
С 1956 года работал в Институте истории Академии наук СССР, с 1970 года и до конца жизни — в Институте мировой экономики и международных отношений (ИМЭМО) АН СССР (РАН). Первоначально специализировался на рабочем движении развитых капиталистических стран, затем — на проблемах «третьего мира», в первую очередь — стран Латинской Америки. Большое воздействие на развитие взглядов Майданика оказала поездка на революционную Кубу, знакомство с лидерами Кубинской революции, в первую очередь с Эрнесто Че Геварой.
В 1963—1968 годах К. Майданик работал в Праге в редакции международного журнала «Проблемы мира и социализма» в должности заместителя заведующего отделом Латинской Америки. В этот период он установил личные контакты с большинством руководителей коммунистических и левых социалистических партий и движений Латинской Америки, стал близким другом ряда видных латиноамериканских революционеров, таких как Шафик Хандаль (который стал позднее Генеральным секретарём ЦК Коммунистической партии Сальвадора), Нарсисо Иса Конде (стал позднее Генеральным секретарём ЦК Доминиканской коммунистической партии), выдающийся сальвадорский поэт-партизан Роке Дальтон.
В эти годы К. Майданик стал одним из самых информированных и серьёзных советских латиноамериканистов, при этом его позиция всё сильнее расходилась с официальной точкой зрения руководства КПСС. Майданик приветствовал появление новых левых движений в Латинской Америке, включая партизанские, критиковал ряд латиноамериканских компартий за догматизм и предсказывал, что их позиция приведёт к утрате этими партиями авангардной роли в революционном движении. Он заслужил репутацию «левака», руководство Коммунистической партии Аргентины много раз направляло в ЦК КПСС доносы на Майданика и требования убрать Майданика из журнала «Проблемы мира и социализма». В 1968 году из-за несогласия с позицией КПСС по отношению к «Пражской весне» Майданик был отозван в Москву.
В 1970-х — 1980-х годах К. Майданик стал одним из ведущих специалистов СССР по проблемам общественного развития стран «третьего мира», в первую очередь, разумеется, Латинской Америки. Он был автором и редактором многих коллективных монографий, из которых наиболее заметны в научном плане книги «Развивающиеся страны: закономерности, тенденции, перспективы» (М., 1974), «Развивающиеся страны в современном мире. Пути революционного процесса» (М., 1986) и «Общественная мысль развивающихся стран» (М., 1988). Работы Майданика этого периода были новым словом в советской латиноамериканистике, изменившим её лицо.
По мнению Александра Тарасова, в 1974 году Майданик первым понял, что военно-фашистские режимы в Бразилии и Чили являются полигонами по опробованию неолиберализма в экономике и предсказал затем перенос неолиберализма в развитые западные страны (то есть рейганомику и тэтчеризм). Тарасов также обратил внимание, что в том же году Кива Львович предсказал крах перонизма и военно-фашистский переворот в Аргентине. В 1984-1985 годах Майданик предсказал — вразрез с общими взглядами — поворот вправо христианской демократии в Латинской Америке.
В 1970-е годы К. Майданик входит во всё более заметный идеологический конфликт с советским партийным руководством. В начале 70-х годов по указанию партийных органов был рассыпан набор книги под редакцией М. Я. Гефтера, в которой содержалась написанная К. Майдаником глава о типологии социальных революций нового и новейшего времени, пионерская для тех лет. Аналогичная судьба постигла и книгу, посвящённую проблемам фашизма, его генезису, особенностям и социальной сущности во второй половине XX века. Изданный «для служебного пользования» сборник «Ультралевые течения в национально-освободительном движении стран Азии, Африки и Латинской Америки» (1975), одним из основных авторов и главным редактором которого являлся К. Майданик, был сожжён руководством ИМЭМО.
Осенью 1982 года К. Л. Майданик был исключён из КПСС и не прошёл специально устроенную аттестацию как научный сотрудник ИМЭМО, что автоматически предполагало его увольнение из института. Майданику инкриминировалось недоносительство об «антисоветских взглядах и действиях» его аспиранта Андрея Фадина, арестованного КГБ в апреле 1982 года по делу «молодых социалистов» (или, иначе, по делу Федерации демократических сил социалистической ориентации). А. Тарасов характеризует идеологию «молодых социалистов», издававших подпольные журналы «Варианты», «Левый поворот» и «Социализм и будущее», как «сплав идей еврокоммунизма, левой социал-демократии и идей „новых левых“».
Майданик обвинялся также в том, что он участвовал (вместе с А. Фадиным и другой своей аспиранткой Татьяной Ворожейкиной) в «антисоветском совещании» с Ш. Хандалем (который в тот момент был руководителем партизанской организации Вооружённые силы национального сопротивления Сальвадора) на квартире Т. Ворожейкиной, и в систематическом получении от Фадина «антисоветской литературы». Однако после смерти Л. И. Брежнева и избрания Генеральным секретарём ЦК КПСС Ю. В. Андропова исключение из КПСС было заменено Майданику на «строгий выговор с занесением в личное дело», что позволило ему остаться сотрудником ИМЭМО. По мнению А. Тарасова, это было связано с позицией Андропова по отношению к ИМЭМО в целом.
Однако эти события сделали невозможной защиту докторской диссертации К. Майданика и превратили его в «невыездного» вплоть до периода перестройки. Было известно, что Майданик считает сталинизм термидорианским перерождением Октябрьской революции, что и определило оппозиционное отношение Кивы Львовича к советской власти.
К. Майданик возлагал большие надежды на перестройку как на возможность «возвращения к идеалам Октября» и выступал активным пропагандистом идей перестройки в СССР и за рубежом. Его программное интервью на испанском языке «Перестройка: революция надежды» было опубликовано практически во всех странах Латинской Америки.
С конца 1980-х годов К. Майданик вновь стал «выездным» и неоднократно посещал страны Латинской Америки и Испанию, встречался с лидерами многих государств и левых партий и движений. Он был единственным советским (российским) латиноамериканистом, которого в этот период приглашали читать лекции в университетах Латинской Америки не о событиях в СССР (России), а о Латинской же Америке. К научной работе он добавил активную публицистическую и общественную деятельность.
К. Майданик отрицательно отнёсся к восстановлению капитализма на постсоветском пространстве и отказывался участвовать в проектах и мероприятиях новой власти, несмотря на выгодные в финансовом отношении предложения. Но он участвовал в разных мероприятиях левой оппозиции, не связанной с КПРФ, поскольку Майданик считал эту партию не революционной, а термидорианской и шовинистической.
С возникновением и развитием мирового антиглобалистского движения К. Майданик принял в нём активное участие, он присутствовал и выступал на Всемирных Социальных Форумах антиглобалистов, на III Всемирном Социальном Форуме в Порту-Алегри Майданик был удостоен специального заседания и был награждён многотысячной овацией. Он — автор серьёзных работ по теории и истории антиглобалистского движения вообще и в Латинской Америке в частности.
В 2000-е годы К. Майданик добавил к этой деятельности и преподавательскую — читал лекции в МГУ.
Как отзывался о нём Александр Борисович Вебер: «Кива Майданик — специалист по проблемам левого движения в странах Латинской Америки. Он хорошо знал Латинскую Америку, и его хорошо знали там. Он там часто бывал. Встречался с Че Геварой, позднее издал о нём книгу. Неоднократно бывал на Кубе, встречался с Кастро. В последнее время стал другом Чавеса, был несколько раз его гостем в Венесуэле. Он там вообще знал очень многих левых руководителей. Некоторые его работы написаны только по-испански. Поворот [в 2000-е годы] влево в Латинской Америке — это был и его звездный час. Хороший человек был. Но человек не нашего времени… Он, скорее, из 1920-х годов. Он воспринимал революционные идеи в буквальном смысле. Начинал он научную деятельность, написав большую книгу о гражданской войне в Испании. Он не был академичным историком, а близко это все воспринимал и переживал… Он себя воображал участником партизанского движения в Латинской Америке… Майданик критически относился к нашей действительности. Это был очень способный, талантливый человек, очень эрудированный».

## Обстоятельства смерти
24 декабря 2006 г. ушел из жизни знаменитый латиноамериканист Кива Львович Майданик. Точнее сказать, был убит современной российской коммерческой медициной. Кива Львович обратился к врачу по поводу артроза плечевого сустава (распространённое явление в пожилом возрасте). Ему назначили серию инъекций внутрисуставно. И хотя самочувствие Майданика резко ухудшилось уже после первой инъекции и он говорил об этом врачу, тот не отменил уколы, а продолжал их, поскольку каждая инъекция была платной. В результате у Майданика развился острый гнойный артроостеомиелит. Ему сделали хирургическую операцию и вычистили сустав. Но было поздно: инфекция уже распространилась на лёгкие и мозг, вызвав пневмонию и менингит. Сердце Кивы Львовича, перенёсшего в прошлом инфаркт, не выдержало.
В 2007 году Институт Латинской Америки РАН издал книгу, посвящённую памяти Майданика. В этой книге Кива Львович назван «выдающимся латиноамериканистом» и «корифеем отечественной латиноамериканистики». Его друзья говорили: «Кива Майданик — это учёный с душой революционера».
К. Л. Майданик свободно владел испанским, португальским, французским, английским, итальянским, немецким и чешским языками. Он автор нескольких сот статей, в том числе сразу написанных на испанском, португальском и английском языках, опубликованных во многих странах мира.
Похоронен рядом с родителями на Востряковском еврейском кладбище.

## Сочинения
- Испанский пролетариат в национально-революционной войне 1936—1937 гг. — М.: Издательство Академии Наук СССР, 1960.
- Эрнесто Че Гевара: его жизни, его Америка. — М.: Ad Marginem, 2004. — ISBN 5-93321-081-1